# Dice of Destiny
Dice of Destiny er en amerikansk stumfilm fra 1920 af Henry King.

## Medvirkende
- H. B. Warner som Jimmy Doyle
- Lillian Rich som Nancy Preston
- Howard Davies som Dave Monteith
- Harvey Clark som Joe Caffey
- J.P. Lockney som Bill Preston
- Claude Payton som James Tierney
- Fred Huntley som 'Gloomy' Cole
- Rosemary Theby som Agnes